# Reymi Ferreira
Reymi Luis Ferreira Justiniano (Santa Cruz de la Sierra, Bolivia; 28 de noviembre de 1963) es un abogado, escritor, docente, ex rector universitario y político boliviano. Fue el Ministro de Defensa de Bolivia desde el 31 de marzo de 2015 hasta el 23 de enero de 2018, durante el tercer gobierno del presidente Evo Morales Ayma.

## Biografía
Reymi Ferreira nació en la ciudad de Santa Cruz de la Sierra el 28 de noviembre de 1963. Empezó sus estudios primarios y secundarios en su ciudad natal. Continuó con sus estudios superiores ingresando a la facultad de derecho de la Universidad Autónoma Gabriel Rene Moreno (UAGRM). Durante sus tiempos de universitario, Ferreira se desempeñó como secretario ejecutivo de la Federación Universitaria Local de la UAGRM en tres oportunidades, en 1986, en 1988 y en 1989. Obtuvo el título de abogado Licenciado en Ciencias Jurídicas de la Universidad Autónoma Gabriel René Moreno el año 1992.
Ferreira obtuvo el Diplomado en Resolución de Conflictos en la Universidad de Maryland, Estados Unidos en 1998 y en Educación Superior en la UAGRM el año 2004. Venció el Curso en Gerencia Pública, INCAE en Costa Rica en 1999 y alcanzó la Maestría en Derecho Privado Internacional en la UAGRM-en Convenio con la Universidad de Madrid el año 2001.
Es candidato a doctor en  “Derecho, Constitución y Empresas” en la Universidad de Valencia el 2009, tiene la Tesis doctoral en elaboración y el Examen de Proyecto de Investigación aprobado.

## Vida laboral
Ferreira se desempeñó en los cargos de Docente de la Universidad NUR desde el año 1994 a 2004 de Pre y Posgrado, en las carreras de Ciencias de la Comunicación y Relaciones Internacionales. Ferreria también fue docente de la Universidad Autónoma Gabriel René Moreno desde 1996 a la fecha, en las carreras de Derecho, Ciencias Políticas y Ciencias de la Comunicación Social.
Fue también Director del Canal 11 Televisión Universitaria, desde 1992 hasta 1993 y Director de la Carrera de Relaciones Internacionales de la Universidad NUR durante el año 2001.
En el ámbito político, Ferreira se desempeñó como concejal del Gobierno Municipal de Santa Cruz de la Sierra desde el año 1994 hasta el 2000. En el ámbito académico,fue presidente de la Federación Universitaria de Profesores de la Universidad Autónoma Gabriel René Moreno, desde el año 2003 hasta 2005. Fue también Vicerrector de la Universidad Autónoma Gabriel René Moreno en el periodo 2005-2008 y Rector de esta casa de estudios entre el año 2008 y 2012.
Fue Director del Instituto Técnico y Tecnológico TECNOUNE desde 2012 hasta el año 2013. EN el ámbito diplomático, Ferreira se desempeñó como embajador adjunto ante la Organización de las Naciones Unidas, responsable para la organización de la Cumbre del G-77 durante el mes de junio del año 2014.
Ferreira es también escritor, literato e historiador, con al menos 13 obras publicadas desde 1995 hasta 2014. Fue candidato a la alcaldía del municipio de Santa Cruz de la Sierra durante las elecciones subregionales de marzo de 2015 pero salió en segundo lugar detrás del alcalde Percy Fernández.

## Ministro de defensa

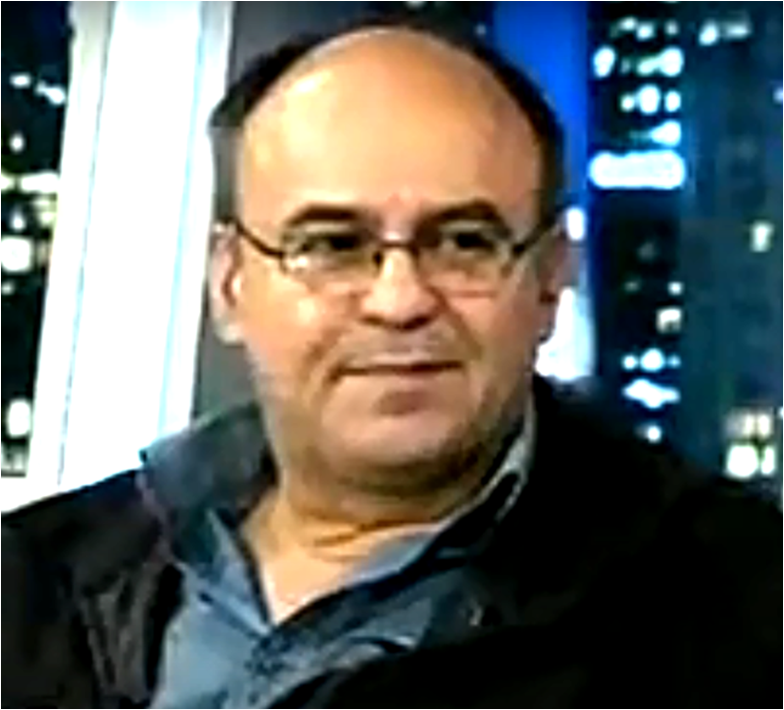
Ministro Reymi Ferreira en diciembre de 2016

La ascensión de Ferreira al cargo de ministro el 31 de marzo de 2015 fue de manera improvisada y no durante la posesión oficial del gabinete ministerial cada 22 de enero. Pues cabe recordar que su antecesor, el entonces ministro de defensa Jorge Ledezma Cornejo partió de la ciudad de La Paz en un avión Hércules de la Fuerza Aérea Boliviana, cargado con 13 000 litros de agua además de algunos víveres y vituallas. El objetivo fue que el entonces ministro de defensa debía de llevar esta ayuda al norte de Chile para entregar a los damnificados de las inundaciones de las regiones de Copiapó y Atacama que hasta ese entonces estaban siendo azotados por el maremoto y las inclemencias del tiempo. 
Ledezma llegó al lugar de los hechos y luego de entregar la ayuda brindo declaraciones a los medios de prensa de Chile. Pero aparte de las declaraciones del ministro, la prensa chilena se fijó en el logotipo que éste llevaba en su vestimenta (chaleco), en cuya inscripción decía "El Mar es de Bolivia", causando repercusiones en varios e importantes medios de comunicación nacional como también repercusiones e indignación nacional en todo el país chileno. Ya que según el gobierno chileno, el ministro de defensa boliviano había venido a su país a provocar con la demanda de la reivindicación marítima de Bolivia, aprovechándose del momento en que las poblaciones sufrían los inundaciones, esto en el norte de Chile.
Ese mismo día a las 9 de la noche y mientras Ledezma se encontraba aun en Chile, el presidente de Bolivia Evo Morales Ayma hace un cambio en su gabinete ministerial en el palacio quemado, posesionando al excandidato a la alcaldía de la ciudad de Santa Cruz de la Sierra Reymi Ferreira como el nuevo ministro de Defensa de Bolivia.
Según las palabras del presidente Evo Morales Ayma, el cambio se dio porque el exministro Ledezma cometió un error al llegar a Chile con un chaleco referente a la reivindicación marítima además de que esta acción perjudicaría al juicio que el país llevaba en la Corte Internacional de La Haya y Morales aprovechó también la ocasión para dar las disculpas respectivas al gobierno chileno y pedir perdón al pueblo de Atacama sobre el acontecimiento suscitado por su ministro.

### Polémica con Karen Rojo (alcaldesa de Antofagasta)
Durante el año 2016, surgió un polémico cruce de palabras ofensivas entre el  Ministro de Defensa de Bolivia Reymi Ferreira y alcaldesa de Antofagasta Karen Rojo. Cabe mencionar y recordar que toda la Región de Antofagasta fue alguna vez ex territorio boliviano.
El ministro Reymi Ferreria llamó "payasa" a la autoridad edil de Antofagasta. Esto surgió inicialmente debido a unas polémicas declaraciones por parte de la alcaldesa hacia el Presidente de Bolivia Evo Morales Ayma. Karen Rojo respondería un día después tachando al ministro boliviano  Ferreira de "machista".

## Obras publicadas
- 2016 - Caso Zapata, la confabulación de la mentira, Editorial El País[10]

| Predecesor: Jorge Ledezma Cornejo | Ministro de Defensa de Bolivia 31 de marzo de 2015 - 23 de enero de 2018 | Sucesor: Javier Zavaleta López |